# Karlo III., car Svetog Rimskog Carstva
Karlo III. Debeli (fr. Charles le Gros) (832. – 888.) bio je njemačko-rimski car 881. – 887., kralj Italije 879. – 887. i kralj Francuske 884. – 887. godine.
Karlo III. bio je treći sin Ludviga Njemačkog i njegove žene Eme. Otac mu je prilikom podjele svoje države istočne Franačke 865. dao u vladanje Alemaniju u kojoj je preuzeo vlast nakon očeve smrti 876. 
U studenom 879. njegov brat Karloman, kralj Italije, ga je malo prije svoje smrti odredio za nasljednika. Smrt Karlomana, francuskog kralja 884. godine donijelo mu je i prijestolje Francuske. 
U tom trenutku kada je prvi put bilo obnovljeno carstvo Karla Velikog od čega su svi očekivali opće poboljšanje života ovaj vladar se pokazao potpuno nesposobnim. Njegove vojne ekspedicije protiv Arapa u Italiji, te Vikinga u Francuskoj i Njemačkoj redovno su završavale neuspješno što rezultira kupovanjem mira s Vikinzima 886. 
Ta njegova odluka na kraju postaje kap koja prelijeva čašu. Pobuna u Njemačkoj predvođena sinom Karlomana Njemačkog rezultira dobrovoljnom abdikacijom Karla III. Ubrzo potom on umire u samostanu.
U Francuskoj ga nasljeđuje grof Odo, a u Njemačkoj Arnulf Karantanski. 

## Osobni život
Karlo je možda imao epilepsiju te se vjerovalo da ga je neko vrijeme demon opsjedao. Sam je Karlo bio vrlo pobožan kršćanin. Njegova je supruga bila Rikarda, no nisu imali djece te je njihov brak bio nesretan. S konkubinom nepoznata imena Karlo je imao sina Bernarda. Karlo je pokušao Bernarda učiniti zakonitim djetetom, no nije uspio.